# Струя (Болгарія)
Стру́я (болг. Струя) — село в Бургаській області Болгарії. Входить до складу общини Руєн.

## Населення
За даними перепису населення 2011 року у селі проживали 672 особи.
Національний склад населення села:
| Національність   | Кількість осіб | Відсоток |
| ---------------- | -------------- | -------- |
| турки            | 589            | 98,8 %   |
| болгари          | 5              | 0,8 %    |
| Всього відповіли | 596            |          |

Розподіл населення за віком у 2011 році:
Динаміка населення: